# Österreichischer Verband der allgemein beeideten und gerichtlich zertifizierten Dolmetscher
Der Österreichische Verband der allgemein beeideten und gerichtlich zertifizierten Dolmetscher:innen (ÖVGD) ist ein unpolitischer und nicht auf Gewinn ausgerichteter Verein, der es sich zur Aufgabe gemacht hat, die Standes- und Berufsinteressen der in Österreich allgemein beeideten und gerichtlich zertifizierten Dolmetscher („Gerichtsdolmetscher“) zu vertreten und zu fördern. Der Verband wurde 1920 gegründet. Die Zertifizierung als Gerichtsdolmetscher ist das wesentliche Aufnahmekriterium für ordentliche Verbandsmitglieder.
Der ÖVGD steht in regelmäßigem Kontakt mit allen österreichischen Gerichten und Behörden und erörtert mit diesen alle Fragen und Belange (z. B. Sachverständigen- und Dolmetschergesetz, Gebührenanspruchsgesetz), die im Zusammenhang mit der Übersetzungs- und Dolmetschtätigkeit für Gerichte und Behörden anfallen. Über die Medien verbreitete Informationen zur Tätigkeit von Gerichtsdolmetschern dienen dem besseren öffentlichen Verständnis für den Beitrag von professionellen Übersetzern und Dolmetschern zu fairen Verfahren.
Der ÖVGD berät seine Mitglieder in Gebührenfragen und fördert ihre Weiterbildung durch die Abhaltung von Seminaren, Vorträgen und anderen Veranstaltungen.

## Aufgaben
- Förderung der Standes- und Berufsinteressen der in Österreich allgemein beeideten und gerichtlich zertifizierten Dolmetscher
- Verhandlungen mit den zuständigen österreichischen Behörden über alle die Gerichtsdolmetscher betreffenden Belange[2]
- Namhaftmachung der Prüfer für die Zertifizierungsprüfungen von Dolmetschern
- Veranstaltung von Grund- und Aufbauseminaren für Berufsanwärter, von Fachseminaren und Fortbildungen und Diskussionskreisen für Mitglieder
- Publikation von Mitteilungsblättern, Mitteilungen über berufsspezifische Probleme, Arbeitsunterlagen, Vordrucken, Formularen etc.
- Schiedsorgan bei Streitfällen über beglaubigte Übersetzungen.

## Mitglieder
Der ÖVGD hat derzeit (Stand April 2024) ca. 640 Mitglieder in ganz Österreich, die man in einer nach Sprachen geordneten Liste auf der Webseite des ÖVGD findet.
Ordentliches Mitglied kann jeder in Österreich allgemein beeidete und gerichtlich zertifizierte Dolmetscher werden. Ehrenmitglied kann jede Person werden, die besondere Verdienste um den Verband aufzuweisen hat.
Fördernde Mitglieder können physische und juristische Personen werden, die – ohne die Voraussetzung für die Aufnahme als ordentliches Mitglied zu erfüllen – an den Zielsetzungen des Verbandes Anteil nehmen und dessen Zwecke zu unterstützen gewillt sind.

## Organisation/Vorstand
- Präsidentin des Verbandes: Mag. Elisabeth Frank-Grossebner
- Vizepräsidentin: Brigitte Meßner
- Kassierin: Christina Meyenburg
- Kassier-Stellvertreterin: Maria Danilova

## Mitgliedschaften
- Fédération internationale des traducteurs (FIT)
- Europäischer Verband der Gerichtsdolmetscher (EULITA)
- und Hauptverband der allgemein beeideten und gerichtlich zertifizierten Sachverständigen Österreichs.